# Dermestes coronatus
Dermestes coronatus is een keversoort uit de familie spektorren (Dermestidae). De wetenschappelijke naam van de soort werd in 1808 gepubliceerd door Steven in Schönherr.